# San Joaquín (estación del Metro de Santiago)
San Joaquín es una estación ferroviaria que forma parte de la Línea 5 de la red del Metro de Santiago de Chile. Se encuentra por viaducto elevado entre las estaciones Camino Agrícola y Pedrero. La estación se ubica sobre el bandejón central de la Avenida Vicuña Mackenna, entre las comunas de San Joaquín y Macul.
El 17 de octubre de 2019, en el marco de las protestas por el alza en la tarifa del metro, la estación sufrió una evasión masiva y diversos disturbios, entre ellos la destrucción de los validadores de la tarjeta bip! ubicados en los torniquetes de acceso. Al día siguiente la estación sufrió un incendio que afectó la mezzanina y la boletería, lo que impidió su funcionamiento normal hasta el 18 de noviembre, cuando fue reabierta.
Desde el 27 de febrero de 2023, en el horario de la Operación expresa, la estación San Joaquín pasó de ser Ruta Roja a Estación Común.

## Entorno y características
Al oriente, se encuentra adyacente al Campus San Joaquín de la Pontificia Universidad Católica de Chile, con el cual está conectado mediante una pasarela elevada, evitando el cruce por la Avenida Vicuña Mackenna. Al poniente, se encuentran las sedes educativas del Instituto Profesional Duoc UC, el Instituto Profesional Santo Tomás y el Instituto Profesional AIEP.

### Accesos
| Acceso | Intersección                                  |
| ------ | --------------------------------------------- |
| A      | Av. Vicuña Mackenna con Raquel                |
| B      | Campus San Joaquín de la Universidad Católica |

## Origen etimológico
Su nombre se debe a que justo al oriente de la estación se encuentra la entrada principal del "Campus San Joaquín" de la Universidad Católica de Chile y la estación se ubica en el límite de las comunas de San Joaquín y Macul.
La estación era representada anteriormente por una silueta de la estatua del Sagrado Corazón de Jesús, estatua que se encuentra en la entrada del campus San Joaquín de la Universidad Católica.

## Galería

Antiguo símbolo con que se identificó a la estación.
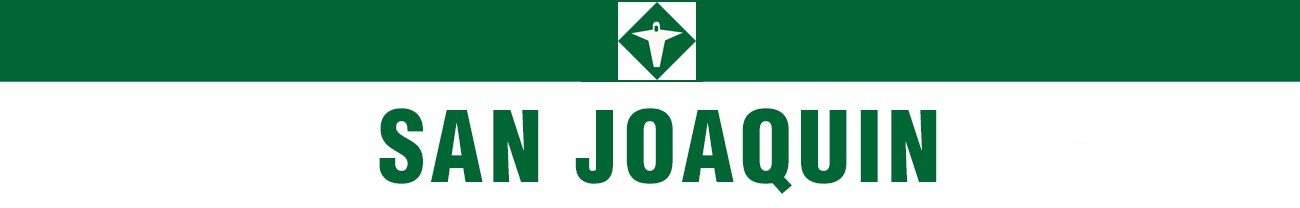
Cenefa utilizada en 1997.
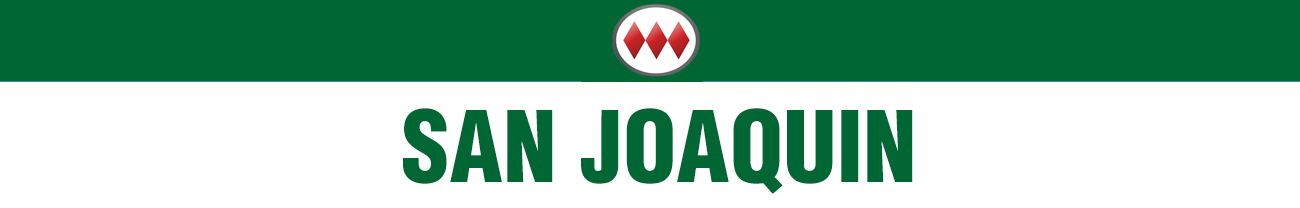
Cenefa utilizada en los andenes.
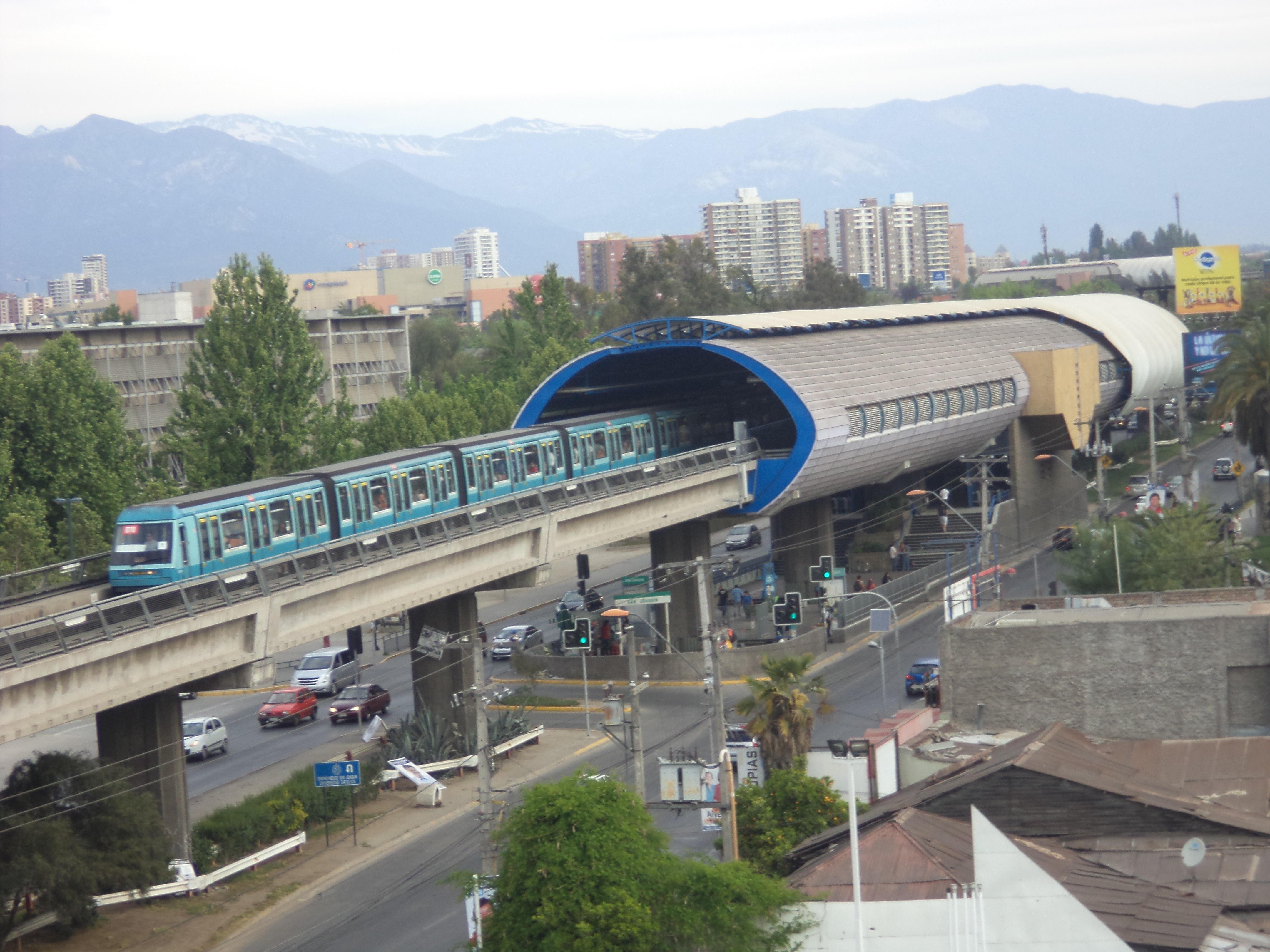
Vista de la estación desde el noreste.
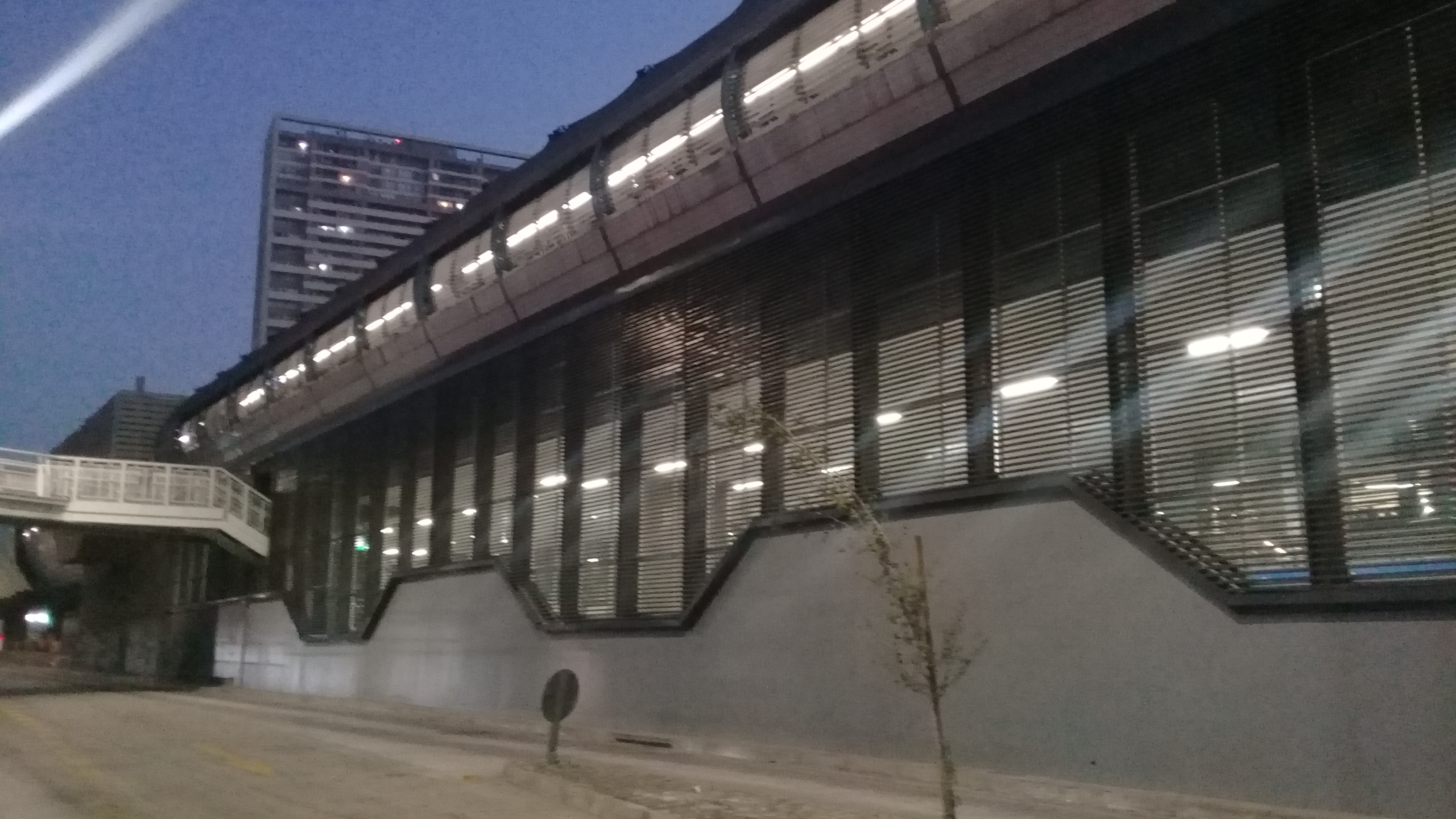
Vista exterior de la estación tras su remodelación en 2019.

## Conexión con Red Metropolitana de Movilidad
La estación posee 4 paraderos de la Red Metropolitana de Movilidad en sus alrededores, los cuales corresponden a:
| Paradero/ Código                           | Recorridos |
| ------------------------------------------ | --- |
| Parada / Metro San Joaquín (PD196)         | 210 (Estación Central) - 210v (Estación Central) - 213e (Plaza Italia) - D14 (Metro Quilín) - F30n (La Moneda)                   |
| Parada / Metro San Joaquín (PH214)         | 210 (Puente Alto) - 210v (Av. México) - 213e (Puente Alto) - D14 (Metro Pedrero) - H05 (Población Dávila) - F30n (Bajos de Mena) |
| Raquel / esq. Av. Vicuña Mackenna (PH553)  | H05 (Metro Carlos Valdovinos) |
| Av. Vicuña Mackenna / esq. Raquel (PH1644) | H05 (Población Dávila) |